# Хамед Хадади
Хамед Хадади (перс. حامد حدادی; енгл. Hamed Haddadi; Ахваз, 19. мај 1985) ирански је кошаркаш. Игра на позицији центра, а тренутно наступа за Сичуан блу вејлсе.

## Каријера
Каријеру је почео у родном граду Ахвазу у екипи Шахина. Након тога је играо у Суперлиги Ирана за екипе Пајкан и Саба батери из Техерана. У августу 2007 док је још играо у Ирану, Хадади је одбио понуду Партизана. С екипом Саба батери освојио је наслов азијског клупског првака 2008. године. 
Хадади није изабран на НБА драфту 2004. године, али је пажњу НБА клубова почео привлачити пре почетка Олимпијских игара у Пекингу 2008. Наиме, одиграо је сјајан припремни турнир у Солт Лејк Ситију уочи Олимпијаде. Иако је његов Иран изгубио све утакмице, Хадади је одушевио све скауте који су се тада затекли у Јути, а добре игре у Пекингу само су употпуниле утисак. Био је убедљиво најбољи играч Ирана у Пекингу, док је Иран с друге стране био убедљиво најгори тим. Хадади је имао 16,6 поена, 11,2 скокова и 2,6 блокада у пет утакмица на Олимпијади.
Мемфис гризлиси су најбрже реаговали од свих тимова. У потрази за појачањем испод обруча потписали су уговор с Хададијем у августу 2008. Међутим, због лоших односа власти у његовој земљи са Американцима, дошло је до компликација, али успео је добити дозволу за привремени рад у САД. На крају су се компликације разрешиле и Хадади је остао у Гризлисима. Тако је постао први Иранац који је заиграо у НБА лиги. 
Свој деби у НБА лиги је имао 30. децембра 2008. на мечу са Финикс сансима, када је играо 4 минута и постигао два поена са слободних бацања и забележио један скок. Током јесени 2008. био је и кратко на позајмици у Дакота визардсима, члану НБА развојне лиге.
Током НБА локаута 2011. Хадади се кратко вратио у Иран и потписао за екипу Мели Хафари. Након завршетка локаута вратио се у Мемфис и потписао нови уговор са Гризлисима.
Крајем јануара 2013. Хадади је трејдом послат у Торонто репторсе, али за њих није одиграо ниједну утакмицу јер је већ 21. фебруара исте године трејдован у Финикс сансе. Са њима је до краја сезоне одиграо 17 утакмица, на којима је бележио 4,1 поен и 5,1 скок просечно по мечу.
Сезону 2013/14. је почео у кинеској екипи Сичуан блу вејлс. У фебруару 2014. се вратио у Иран и потписао за екипу Махрам Техерана. Од септембра 2014. поново је у Кини, овога пута у екипи Ћингдао даблстар.

## Репрезентација
Хадади је дугогодишњи члан кошаркашке репрезентације Ирана. Са њима је три пута освајао Азијско првенство (2007, 2009 и 2013). Наступао је и на два Светска првенства (2010. и 2014) и на Олимпијским игарама 2008.

## Успеси

### Репрезентативни
- Азијско првенство: 
  -  2007, 2009, 2013.
  -  2017.
  -  2015.

### Појединачни
- Најкориснији играч Азијског првенства (4): 2007, 2009, 2013, 2017.